# Берд, Дэн
Дэн Берд (англ. Dan Byrd, род. 20 ноября 1985 года) — американский актёр.

## Карьера
Дэн Берд родился в американском штате Джорджия. Актёрскую карьеру он начал достаточно рано, с четырнадцати лет. Первый фильм с его участием — «Первое мая» вышел на экраны в 1999 году. Через год Берд исполнил эпизодическую роль в фильме «28 дней», его коллегами по съёмочной площадке были такие именитые актёры, как Сандра Буллок и Вигго Мортенсен.
В 1998—2002 годах Дэн снимался в телесериале «Теперь в любой день» в роли молодого Коллера Симса. За эту роль он получил кинопремию «Молодой актёр». В 2000-х годах Берд играл в таких фильмах, как «Воспламеняющая взглядом 2: Всё заново», «Салимов Удел» (вольная экранизация романа «Жребий» американского писателя Стивена Кинга), «История золушки», где он сыграл Картера, лучшего друга главной героини, «У холмов есть глаза». Помимо полнометражных телевизионных и кинофильмов Берд также снимается и в сериалах. Самая известная его роль — роль Трэвиса Кобба, сына главной героини Джулс Кобб в исполнении Кортни Кокс в американском телесериале «Город хищниц». Берд исполнял роль на протяжении 6 сезонов, с 2009 по 2015 год. Среди других его ролей — гостевые роли в таких сериалах, как  «C.S.I.: Место преступления», «Герои», «Университет», «Юристы Бостона», «Хороший доктор».
Среди ролей Берда в кино — «Отличница лёгкого поведения», где он исполнил роль  Брэндона, друга главной героини, заглавная роль в фильме «Норман», роль второго плана в фильме «Сёстры».

## Личная жизнь
С 2016 года женат на Лорен Смит.

## Избранная фильмография
| Год       | Название на русском                   | Название на языке оригинала                 | Роль                | Примечание             |
| --------- | ------------------------------------- | ------------------------------------------- | ------------------- | ---------------------- |
| 2021-н.в  | Детство Шелдона                       | Young Sheldon                               | Пастор Роб          |                        |
| 2018      | Хороший доктор                        | The Good Doctor                             | рабочий в скорой    | серия 2.10             |
| 2015      | Скандал                               | Scandal                                     | Верджил Панкетт     | 2 серии                |
| 2009—2015 | Город хищниц                          | Cougar Town                                 | Трэвис Кобб         |                        |
| 2010      | Отличница лёгкого поведения           | Easy A                                      | Брэндон             |                        |
| 2010      | Норман                                | Norman                                      | Норман Лонг         |                        |
| 2009      | Герои                                 | Heroes                                      | Люк Кэмпбэлл        | серии 3.15, 3.16, 3.18 |
| 2008      | Университет                           | Greek                                       | Кирк                | серия 2.9              |
| 2007—2008 | Чужие в Америке                       | Aliens in America                           | Джастин Толчак      | 18 серий               |
| 2007      | Юристы Бостона                        | Boston Legal                                | Эдвард Сканлон      | серия 3.24             |
| 2007      | Говорящая с призраками                | Ghost Whisperer                             | Джейсон Беннет      | серия 2.17             |
| 2006      | След преступника                      | Outlaw Trail: The Treasure of Butch Cassidy | Джесс               |                        |
| 2006      | Одинокие сердца                       | Lonely Hearts                               | Эдди Робинсон       |                        |
| 2006      | У холмов есть глаза                   | The Hills Have Eyes                         | Бобби Картер        |                        |
| 2004—2005 | Клубная раздевалка                    | Clubhouse                                   | Майк Дагерти        | сыграл в 11-ти сериях  |
| 2005      | Морг                                  | Mortuary                                    | Джонатан Дойл       |                        |
| 2005      | Освобождая место                      | Checking Out                                | Джэйсон Эйпл        |                        |
| 2004      | История золушки                       | A Cinderella Story                          | Картер              |                        |
| 2004      | Салимов Удел                          | Salem’s Lot                                 | Марк Петри          |                        |
| 2002      | Прикосновение ангела                  | Touched by an Angel                         | Скотт Хардуик       | серия 9.6              |
| 1998—2002 | Теперь в любой день                   | Any Day Now                                 | молодой Коллер Симс | серии 1.1, 1.16, 4.22  |
| 2002      | Воспламеняющая взглядом 2: Всё заново | Firestarter 2: Rekindled                    | Пол                 |                        |
| 2002      | C.S.I.: Место преступления            | CSI: Crime Scene Investigation              | Джек Брэдли         | серия 2.15             |
| 2001      | Скорая помощь                         | ER                                          | Расс                | серия 8.7              |
| 2001      | Справедливая Эми                      | Judging Amy                                 | Тодд                | серия 2.10             |
| 2000      | 28 дней                               | 28 Days                                     | эпизодическая       |                        |

## Внешние ссылки
- Дэн Берд (англ.) на сайте Internet Movie Database
- Дэн Берд на сайте КиноПоиск
- Дэн Берд на сайте Kinonews.ru
- Дэн Берд на сайте Фильм Про